# Руський

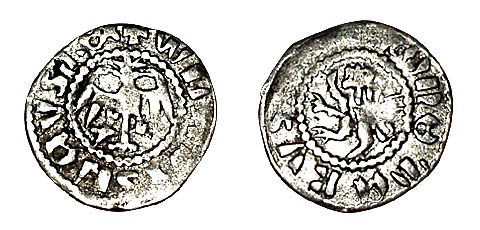
Грошик Руський — монета, яка карбувалась у Львові впродовж 2-ї половини 14 ст. для Королівства Руського. На реверсі — герб галицьких земель та круговий напис: «MONETA RUSSIAE» (Монета Руська)

Ру́ський (прикметник) (давньоруськ. руськии, пол. ruski), давньоукраїнський — в українській мові такий, що належить до часів Русі або до її населення — русі (наз. відм. однини — русин, аналогічно утворювались назви сусідніх народів: Москва — москвин, Литва — литвин), чи їхніх нащадків — українців. Під назвою «руські люди» (чиї — приналежність), як правило, розуміли підлеглих Русі іншого етнічного походження. Для позначення жителів саме давньої Русі, середньовічної Київської держави, та до держав спадкоємців: Королівства Русь (Галицько-Волинського князівства), Великого князівства Литовського та Руського та Великого князівства Руського XV ст., та Великого князівства Руського що мало постати на теренах Українського гетьманату, часто також вживається термін давньоруський / давньоукраїнський. Не випадково саме так іменувалася адміністративна одиниця Руське воєводство. 
Слово руський не слід плутати з рос. русский, тобто росіянин.
Народ Руський (лат. Genus Ruthenicum) — одна з державотворчих націй у таких середньовічних східноєвропейських державних утвореннях, як Велике князівство Литовське і Річ Посполита Обох Народів.
|  | Руссю споконвічна називали сучасну територію України, а прикметник руський вживався як самоназивання українців. |

## Історія
Етнічне визначення руський у розумінні «український» безперервно зберігалося протягом багатьох століть. Русинами називали себе українці у Великому князівстві Литовському, а у львівських міських книгах від 1599 р. навіть використовується термін «руська нація» (Natio Ruthenica). Тогочасні джерела переконливо засвідчують, що населення України та Білорусі чітко відокремлювало себе від московитів — предків сучасних росіян. У часи Козаччини для українців також природною і звичною була стара назва їхнього краю — Русь, а їх самих — русини. Та й уся Західна Європа протягом багатьох віків на означення України вживала назву «Русь». Особливо стійкою ця назва виявилася в західному реґіоні України. Навіть в другій половині XIX - початку XX ст. прикметник руський (тобто «український») ще входив до назв різних західноукраїнських політичних партій, літературних і наукових угруповань, альманахів, окремих праць тощо. Наприклад: «Головна руська рада» — перша українська політична організація в Галичині, що виникла у Львові 2 травня 1848 р., просвітнє товариство «Галицько-руська матиця», «Собор руських учених» (1848 р.), «Руська трійця» (українські письменники М. Шашкевич, І. Вагилевич, Я. Головацький), чотиритомна «Історія літератури руської» (тобто української) О. Огоновського, «Історія Русів». В 1907 році у м. Самбір було створено «Товариство руської шляхти» та ін.
Класик російськомовної літератури М. С. Лєсков, описуючи побут українського села Фарбованого у XIX ст. зазначає:
|  | «Слово «русський», в смысле малороссийский или южнорусский, тогда здесь резко противопоставлялось «московскому» или великороссийскому, северному. Московское и «русськое» — это были два разные понятия и на небе и на земле. Земные различия всякому были видимы телесными очами, а расчисления, относимые к небесам, познавались верою. По вере же великорусские дела подлежали заботам чудотворца Николая, как покровителя России, а дела южнорусские находили себе защиту и опору в попечениях особенно расположенного к малороссиянам святого Юрия или, по нынешнему произношению, св. Георгия (по-народному «Юрко»)». |

Про походження етноніма «Руський», тобто належний до Русі говорить і авторитетний у Російській імперії історик Микола Костомаров. Зокрема появу назви «Русь» він пояснює, як ту яка спочатку розповсюдилась тільки на Волинь та Галичину:
|  | Звертаючись до руської історії, можна прослідити, що недомовлена літописцем частина (про походження), в його етнографічному нарисі про Південну Русь, в ланцюзі обставин, які створили історичну долю південно-руського народу, з часом проявила себе сама. Якщо первісний етнограф, говорячи про Полян, Деревлян, Уличів, Волинян, Хорватів не дав їм всім, окремої від інших Слов'ян назви, - то її дала сама історія. Досі наукою остаточно не з'ясоване походження, так близької всім нам, назви Русь. Чи потрапила вона разом з переселенцями від Балтійського узбережжя, які оселились серед одного з південно-руського племені, чи можливо, як вважають деякі вчені, посилаючись в основному на східні відомості існувала й раніше, як туземна назва Руської Землі. Але уже в ХІ столітті назва ця поширилась на Волинь та нинішню Галичину, але скоріш за все, ще не розповсюдилась на північний схід, ні на Кривичів, ні на Новгородців. Зокрема засліплений Василько, розповідаючи про наміри свої, присланому до нього Василію, говорить про плани помсти Ляхам за землю «Руську», і він мав на увазі не Київ, а країну яка згодом отримала назву Червоної Русі. В ХІІ сторіччі, на землі Ростово-Суздальській, під Руссю розуміли тільки південний захід нинішньої Росії. Оригінальний текст (рос.) Обращаясь къ русской исторіи, можно прослѢдить, какъ недосказанное лѢтописцемъ въ его этнографическомъ очеркѢ о Южной Руси само собой высказало себя въ цѢпи обстоятельствъ, образовавшихъ историческую судьбу южно-русскаго народа. Если первоначальный этнографъ, исчисляя своихъ Полянъ, Древлянъ, Улучей, Волынянъ, Хорватовъ, не далъ имъ всѢмь одного названія, отдѢльнаго отъ другихъ Славянъ русскаго материка, то имъ его дала вскорѢ исторія. До сихъ поръ не рѢшила окончательно наука — это названіе Русь, такъ намъ всѢмь присущее, занесено ли съ Балтійскаго побережья частью иноземцевъ, поселившихся среди одной вѢтви южнорусскаго племени, или, какъ полагаютъ нѢкоторьіе ученые, опираясь преимущественно на восточныхъ извѢстіяхъ, было и прежде туземнымъ прозваниемъ на Русской ЗемлѢ. Но уже въ XI вѢкѢ названіе это распространилось на Волынь и на нинѢшнюю Галицію, тогда какъ, повидимому, не переходило еще ни на сѢверо-востокъ, ни къ Кривичамъ, ни къ Новгородцамъ. Уже ослѢпленный Василько, исповѢдуясь въ своихъ намѢреніяхь присланному къ нему Василию, говоритъ о планѢ мстить Ляхамъ за землю Русскую и разумѢетъ не Кіевъ, но ту страну, которая впослѢдствіи усвоила себѢ названіе, Червоной Руси. Въ XII вѢкѢ въ землѢ Ростовско-Суздальской подъ Русью разумѢли вообще юго-западъ ньнѢшней Россіи. |

Далі імперський історик констатує той факт, що іноземці під назвою «Русь» розуміли тільки південно-західну частину Російської імперії, тобто сьогоднішню Україну:
|  | Назва Русь, яка закріпилась за нинішнім південноруським народом, згодом перейшла і до іноземців. Всі стали називати Руссю не всю сукупність слов'янських племен нинішньої Росії, а власне тільки південний захід Росії, заселений тільки тією частиною слов'янського племені, за яким сьогодні закріплюється назва південноруського, або малоросійського. Оригінальний текст (рос.) Названіе Руси за нынѢшнимъ южнорусскимъ народомъ перешло и къ иностранцамъ, и всѢ стали называть Русью не всю совокупность славянскихъ племенъ материка нынешней Россіи, а собственно юго-западъ Россіи, населенный тѢмь отдѢломь славянскаго племени, за которымъ теперь усвоивается названіе южнорусскаго или малороссійскаго. |

Загалом слова Костомарова, підтверджуються багатьма іншими джерелами, зокрема картографами, які на більшість власних карт до підписання Березневих статей ніколи не наносили напис «Русь», на території Московського царства, а тільки позначали це державне утворення як «Московське царство», «Московське князівство», або найчастіше спрощеною назвою — Московія або Московщина. Навіть опісля тих подій, ще довгий час зустрічалась назва — «Росія, в простонароді — Московія».
Слід також зазначити, що запорізькі козаки, вважаючи себе «народом руським», чітко відокремлювали Русь та Московську державу.
| Біда в тому, що Московську державу запорожці не вважали «руською землею». Тому і ходили війною на Москву під час Смути і в 1618 році.[8][9] Оригінальний текст (рос.) Беда в том, что Московское государство запорожцы не считали «землей руськой». Поэтому и ходили на Москву во время Смуты и в 1618 году. |

## Поширення етноніма в Україні
В українській мові поняття «руський» (що стосується давньої Русі і її духовного спадку) чітко відрізняється від поняття «російський» (що стосується Росії). Плутанина цих двох термінів в багатьох мовах світу спричинена впливом грецької, а потім російської мови, оскільки в російській мові (одній з мов, які виникли на основі давньоруської) слова русский та российский вживаються на позначення всього, що стосується Русі і одночасно всього, що стосується Росії (первісно — грецька назва Русі), починаючи від часів Московського царства до теперішніх часів Російської Федерації. У повній мірі різних значень ці поняття набули в XIX—XX ст, у зв'язку з необхідністю і бажанням українського населення Російської імперії зберегти українську спадщину (мову, віру, звичай і культуру) і для цього відокремити себе від російської («великоруської» або «московської») літературної мови, особливостей православного віровчення, звичаїв і культурних традицій, які йому нав'язувались імперською політикою.
Протягом XIX ст. для більшості українських культурних діячів характерне одночасне вживання понять Русь, Україна, руський, український, руські, українці тощо. В XX ст. у зв'язку з боротьбою за незалежність у всіх сферах життя, переважає вживання понять Україна, український. Після набуття Україною незалежності у кінці XX ст. українці в усьому світу повертаються до осмислення своєї історії і стародавньої культурної спадщини, повертаючись до вживання понять русин, руський, так само як запроваджуючи нові (україноруський, від назви Україна-Русь, Українська Русь). Згідно зі Словарем української мови Б. Грінченка, термін руський наприкінці XIX ст. — початку XX ст. вживався в сенсі «російський», а значення «український» мав тільки в Галичині та на Буковині.
Якщо в росіян, зустрічається лише назва русские (іменник, що походить від прикметника), то у жителів України, Малої Русі, центру Русі Київської вживають обидві назви русини і руські, причому назва «русини» збереглася й дотепер у самоназві українців Закарпаття та Східної Словаччини. Наріччя русинів (одне з деяких нарічь теперішньої української мови) й досі називається руська (або русинська). У селах центральної України і західної України й досі можна почути «він говорить якось не по-руськи», що означає «він говорить не по-нашому, не мовою Русі». [джерело?]

## Уживання слова «руський» в українській мові стосовно неукраїнських понять, тобто як синоніма до слова «російський»
В українській мові слово «руський» в окремих випадках, принаймні до останнього часу, використовується до понять, що не мають, взагалі кажучи, нічого спільного з Україною або українцями, тобто виступає синонімом до слова «російський». Вживання слова «руський» у цьому значенні має виключно оказіональний характер. У таких випадках слово «руський» є лишень не зовсім доречною семантичною калькою з російської мови. Прикладів такого вживання в українській мові налічується лише кілька.
- Руські гори — гори у Східній Антарктиді, на Землі Королеви Мод, між 71° пд. ш. 16° сх. д. / 71° пд. ш. 16° сх. д. та 72°30′ пд. ш. 19°00′ сх. д. / 72.500° пд. ш. 19.000° сх. д.. Руські гори відкрила 1959 року радянська антарктична експедиція. Саме така назва гір подається в Українській радянській енциклопедії 1983 року.[11] Назва «Руські гори» є калькою російської назви «Русские горы»[12] і насправді під словом «руські» тут мається на увазі, скоріш за все, «російські».
- «Руська правда» П. І. Пестеля — конституція декабристів, написана П. І. Пестелем і названа так 1824 року. Саме така назва подається в Українській радянській енциклопедії 1983 року.[13] Назва походить від назви Руської правди ХІ — ХІІ століть, однак «Руська правда» П. І. Пестеля зі стародавньою Україною-Руссю не має нічого спільного. Під «руськими» з позицій російської великодержавності маються на увазі разом росіяни, українці та білоруси як один-єдиний народ.[14].

## Топоніміка
- Рава Руська
- Руська Поляна
  - Руська Поляна, Черкаський район
  - Руська Поляна, Русь Поляни (Румунія)
- Руська Мокра
- Руська Волова
- Рясне-Руське
- Руська, село
- Руська Країна
- Руська (гора)
- Рускова
- Рось
- Роська
- Росава